# Južni Slaveni
Južni Slaveni južni su ogranak slavenske grane Indoeuropljana, nastanjen od alpskog područja južno od Drave na jug do Grčke, i od jadranske obale na istok do obala Crnog mora južno od Dunava, ali uključujući područja sjeverno od Save i Dunava u Panonskoj nizini (Vojvodina). Skupine Slavena doprle su u ove krajeve u 2. polovici 7. stoljeća, a njihov ustroj je bio plemenski. Neke skupine zacijelo su bile prije dolaska slavenizirane (Hrvati), a neke nakon što su prodrli u ove krajeve (Bugari).
Narodi koji predstavljaju skupinu Južnih Slavena su:
- Bošnjaci u Bosni i Hercegovini, Sandžak u Srbiji, sjevernoj Crnoj Gori;
- Bugari sa svojim islamiziranim ogrankom Pomacima;
- Crnogorci u Crnoj Gori koji su zamijenili prastanovnike Bukumire, Kriče i druge, i čija je organizacija do ne tako davnih vremena bila tribalna;
- Goranci, u području Gore (Kosovo), susjednim predjelima Albanije i dva sela u Makedoniji.
- Hrvati u Hrvatskoj,velikim dijelovima Bosne i Hercegovine te u manjem dijelu i Srbije (Bačka (dijelovi Bunjevaca i Šokaca) i Srijem (Šokaca)), Janjevci,(Kosovo)  koji su dobili ime po selu Janjevu, i manjim enklavama u Rumunjskoj (Krašovani), Mađarskoj i Austriji (gradišćanski Hrvati), Italiji (moliški Hrvati) i Crnoj Gori.
- Makedonci u Makedoniji kojima pripadaju i Torbeši;
- Slovenci na sjeverozapadu, Slovenija, područje Koruške u Austriji i Furlanije-Julijske krajine u Italiji;
- Srbi u Srbiji, velikim dijelovima Bosne i Hercegovine, Crne Gore, te dijelom u Hrvatskoj, na Kosovu, u Rumunjskoj, Mađarskoj, Albaniji, Grčkoj, Slovačkoj i Češkoj.

Južni Slaveni koji žive u Bugarskoj, Sjevernoj Makedoniji, Srbiji i Crnoj Gori većinom su pravoslavci, dok su južni Slaveni u Sloveniji i Hrvatskoj većinom katolici (Hrvati, Slovenci). U Bosni i Hercegovini zastupljeni su muslimani (Hrvati i Bošnjaci), pravoslavci (Srbi) i katolici (Hrvati). U svijetu ima ukupno 33 000 000 južnih Slavena. Oni su istovremeno i najveća jezična grupa jugoistočne Europe. Južni Slaveni u Bugarskoj, Makedoniji, Srbiji, Crnoj Gori i dijelu Bosne i Hercegovine pišu ćirilicom, a u Sloveniji, Hrvatskoj, Srbiji i dijelu Bosne i Hercegovine latinicom.

## Vanjske poveznice
- Miriam B. Murphy, South Slav Community in Midvale  Arhivirana inačica izvorne stranice od 23. rujna 2006. (Wayback Machine)
- Slavenska mitologija
- Magazin Bošnjaka Kosova na bošnjačkom jeziku  Arhivirana inačica izvorne stranice od 25. kolovoza 2006. (Wayback Machine)